# Medal za Służbę Humanitarną
Medal za Humanitarną Służbę (ang. Humanitarian Service Medal) – amerykańskie odznaczenie ustanowione przez prezydenta Geralda Forda 19 stycznia 1977. Jest on przyznawany członkom Sił Zbrojnych USA, innych formacji oraz cywilom za działania o charakterze humanitarnym.
Okrągły medal przedstawia wizerunek ułożonej pod kątem otwartej ku górze dłoni. Na rewersie umieszczona ukośnie gałązka dębu, ponad nią napis „For Humanitarian Service”, a poniżej niej na otoku napis „United States Armed Forces”. Wstążka w kolorze błękitnym z granatowym pasem pośrodku i fioletowymi na obrzeżach. Między fioletowymi obrzeżami a błękitem biała linia podziału. Kolejne odznaczenia są zaznaczane przy pomocy brązowych gwiazdek (pięć brązowych gwiazdek jest zastępowanych przez jedną srebrną).